# منفحة
المنفحة مادة مساعدة لصناعة الجبن، يمكن أن تكون سائلة أو جافة، تستخرج من معدة الجَدي الرضيع، وتحتوي على أنزيم الرنين الذي يعمل على تخثير الحليب لصنع الجبن.
تؤخذ المنفحة من المعدة الرابعة {الحقيقية} للعجول الرضيعة التي تعتمد على الحليب في تغذيتها. بعد ذبح العجول يتم أخذ المعدة الرابعة مع جزء من المعدة وغسلها وتنظيفها بعد ذلك تجفف وتعمل على شكل مسحوق، وهي تساعد على تخثر الحليب نتيجة وجود إنزيم الرنين في المنفحة.
وتوجد عدة أنواع منها للصناعات الغذائية (صناعة الجبن) وبعض المأكولات الشعبية فمنها الحيوانية سابقة الذكر ومنها الميكروبية ومنها الإنزيمية.